# هارولد كوربن
هارولد كوربن (بالإنجليزية: Harold Corbin)‏ هو مبارز بالسيف أمريكي، ولد في 31 ديسمبر 1906 في وينفيلد في الولايات المتحدة، وتوفي في 12 يونيو 1988 في شيرمان أوكس في الولايات المتحدة.

## وصلات خارجية
- هارولد كوربن على موقع أوليمبيديا (الإنجليزية)